# 24 الدلو
24 الدلو هو نجم ثنائي، يقع في كوكبة الدلو.

## روابط خارجية
- 24 الدلو على موقع ويكي سكاي: DSS2, SDSS, GALEX, IRAS, Hydrogen α, X-Ray, Astrophoto, Sky Map, Articles and images